# Libellula needhami
Libellula needhami là loài chuồn chuồn trong họ Libellulidae. Loài này được Westfall mô tả khoa học đầu tiên năm 1943.

## Hình ảnh

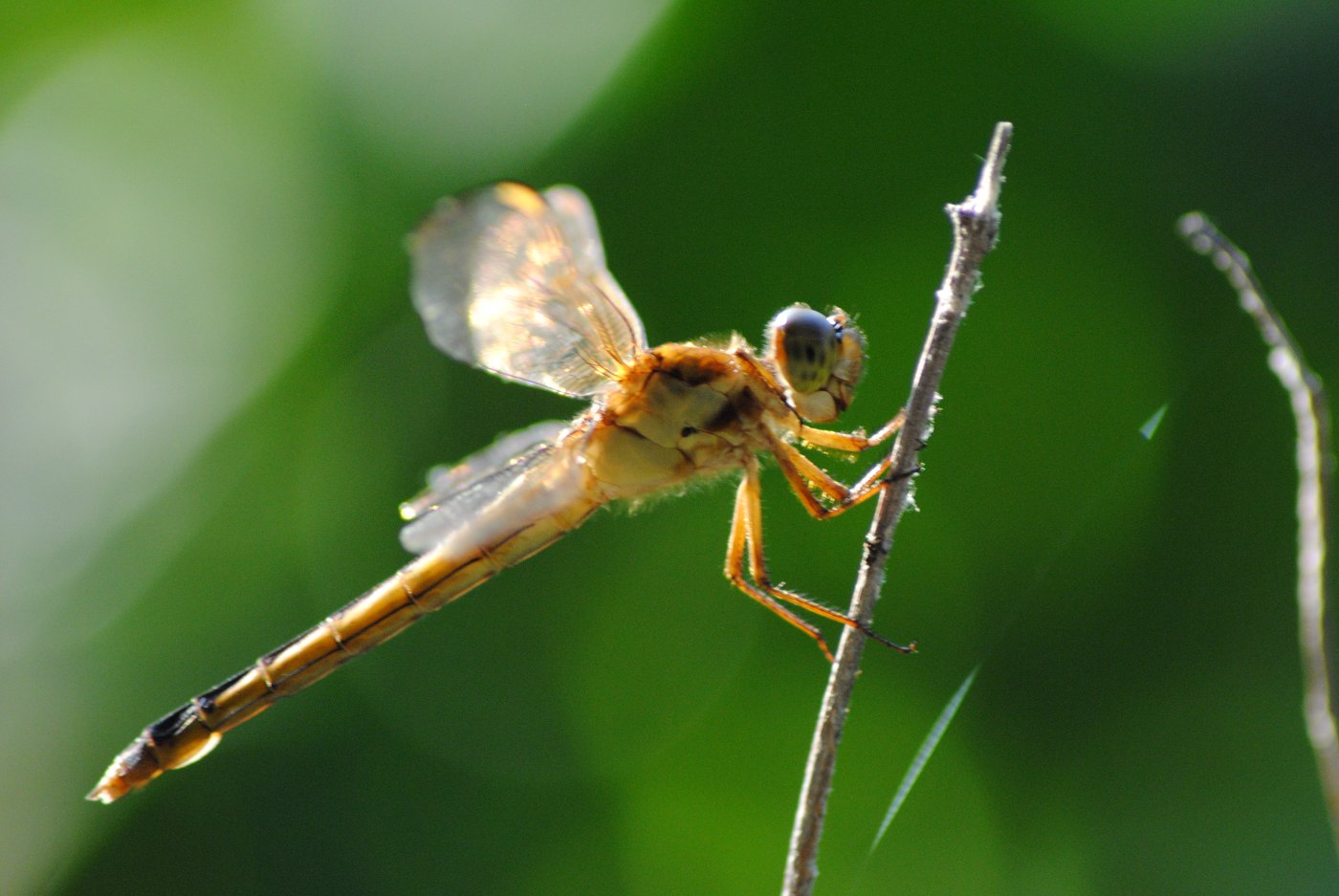
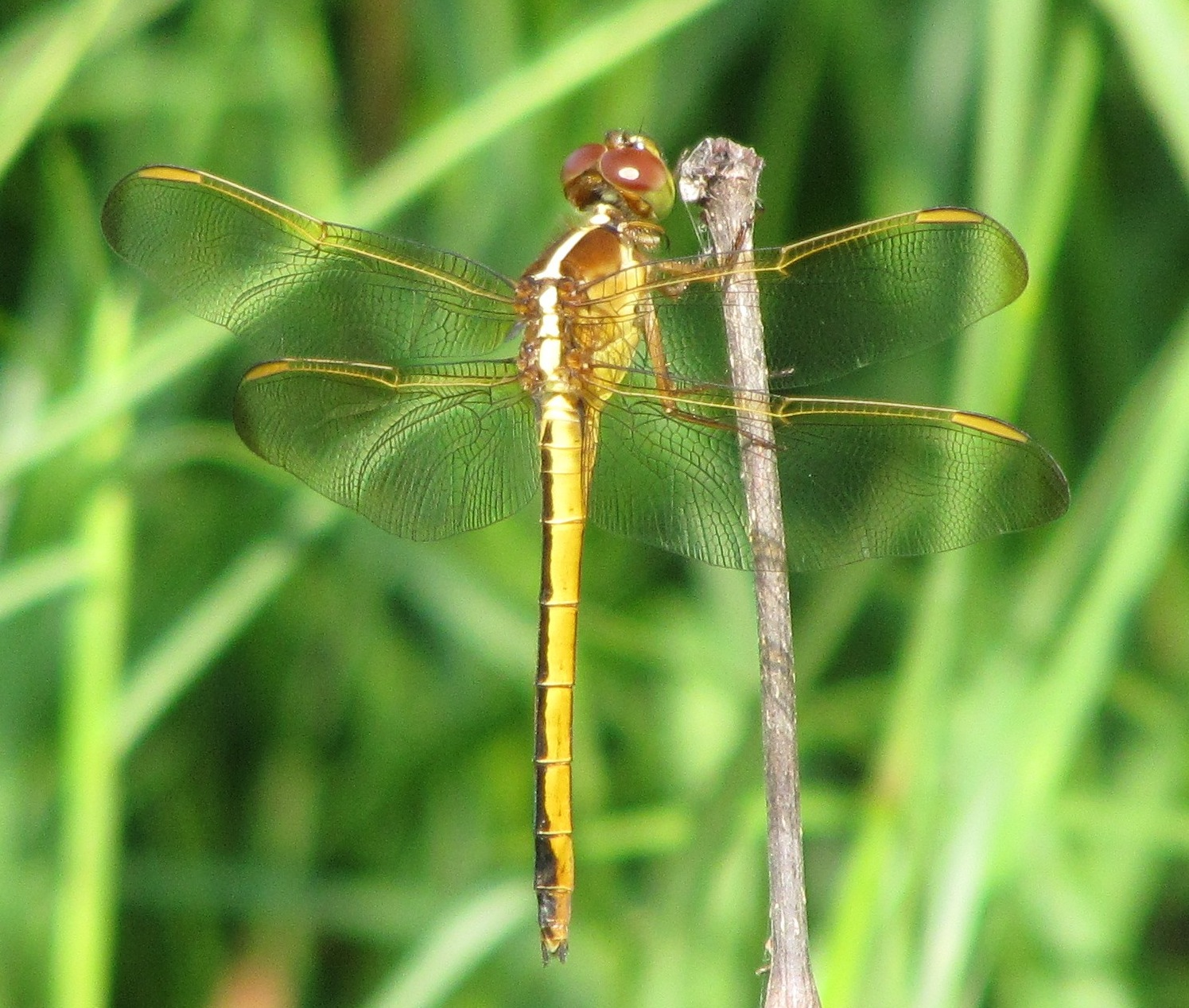